# Mount Agrihan
Mount Agrihan är en vulkan i Nordmarianerna (USA). Mount Agrihan ligger på ön Agrihan.